# Marvins Room
Marvins Room è un brano musicale del cantante canadese Drake, estratto il 22 luglio 2011 come singolo promozionale dal suo secondo album, intitolato Take Care. Il pezzo è stato scritto da Aubrey Graham (lo stesso Drake), Noah Shebib, Adrian Eccleston e Jason Beck ed è stato prodotto da Shebib.
Il singolo ha raggiunto la ventunesima posizione della classifica statunitense e si è aggiudicato il disco d'oro per aver venduto oltre 500 000 copie. Della canzone è stato anche realizzato un video musicale, che è stato caricato sull'account dell'etichetta discografica Cash Money Records il 28 giugno 2011. Mentre la canzone in sé ha una durata di quasi sei minuti, la versione presentata nel video dura circa la metà.
Il brano è considerato dalla critica uno dei migliori del rapper.

## Classifiche
| Classifica (2011) | Posizione massima |
| ----------------- | ----------------- |
| Stati Uniti       | 21                |